# Храм Тихвинской иконы Божией Матери (Путилово)
Храм Ти́хвинской ико́ны Бо́жией Ма́тери — православный храм в селе Путилово Кировского района Ленинградской области. Построен в XVIII веке. Входит в Новоладожское благочиние Санкт-Петербургской епархии Русской Православной Церкви.
В 2014 году храм получил статус памятника культурного наследия федерального значения.
Храм считается образцом деревенского классицизма, а прицерковный сад является «редким примером садово-паркового искусства первой трети XIX века».

## История

### Первый храм
Первый храм Тихвинской иконы Божией Матери в селе Путилово был построен в 1718 году, спустя 6 лет после основания села. Храм был деревянным. 11 августа 1728 года после утрени в храме произошёл пожар и он сгорел вместе со всей утварью.

### Второй храм
В соответствии с Указом от 25 сентября 1728 года на том же месте было начато строительство нового храма:

на прежнем месте, деревянную церковь, в прежнее ж имя образа Тихвинские Пресвятой Богородицы строить по подобию прочих церквей, без всякого, по своему смышлению, приложение и умаление и, устроя, убрать св. иконами и благолепием, и когда оная церковь выстроится, и к освящению изготовлена будет, тогда, о освящении ея, и о даче освященного антиминса, требовать решение особливым донесением
Храм был двухпрестольной. По указу Синода от 20 января 1730 года петербургское духовное правление предписало священнику Василью Тимофееву освятить вновь построенный деревянный храм и дать Тимофееву «освященный антиминс из духовного правление». В 1748 году прапорщиком Владимирского пехотного полка Тимофеем Долбиловым было произведено первое межевание церковной земли. В 1774 году архиепископ Гавриил дозволил устроить в храме придел во имя св. Николая.
До 1768 года причт состоял из священника, дьячка и пономаря, в 1768 году прибавлен диакон, а в 1780 году утвержден второй священник.
Храм просуществовал до конца XVIII века.

### Третий храм

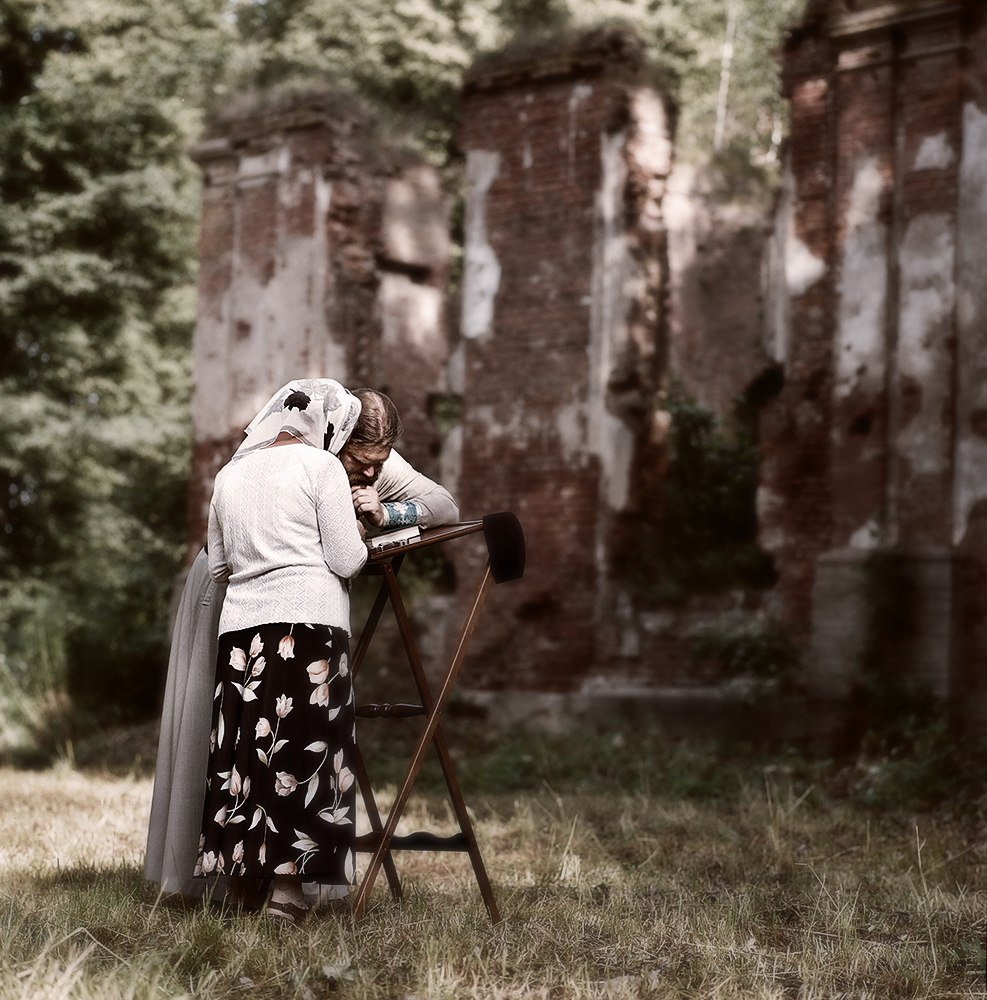
Одна из стен храма

Современный каменный храм во имя Тихвинской Божией Матери заложен 26 июня 1784 года. Проект храма составлен архитектором Е. Т. Соколовым и утвержден 28 мая 1784 года митрополитом Гавриилом.
В 1825 году в селе произошёл пожар, в результате которого сгорел деревянный, верхний этаж колокольни. Вместо него по проекту архитектора Петра Висконти был построен каменный этаж. Также была построена каменная ограда. В 1844—1845 годах по проекту архитектора К. И. Брандта храм был расширен за счет пристроек новых алтарей. Из хранящихся при церкви отчетов видно, что на расширение каменной церкви по смете предполагалось 12 436 рублей. Из них 240 руб церковной суммы, 1786 собрано с прихожан, 1200 дал церковный староста, крестьянин села Путилова Прокопий Белой, 6200 дано от щедрот Императрицы в 1786 году. На постройку новых алтарей по смете истрачено 10 789 руб. Из них церковной суммы 7345 руб, а от прихожан 3443 руб. В 1854—1856 годах митрополитом Никанором были освящены антиминсы главного, Никольского и Казанского престола.
В 1858—1861 годах по плану архитектора А. Ф. Видова к западной стене здания были пристроены ризница и придел во имя Всемилостивого Спаса; его освятил 31 июля 1860 года наместник лавры архимандрит Никанор. В 1861 году по плану того же архитектора над церковью были надстроены 4 деревянные купола, обитые железом. Антиминс этого придела освящен в 1859 году епископом Агафангеллом и подписан митрополитом Григорием.
В середине XIX века за храмом числилось 43 десятины церковной земли, в том числе 33 десятины — пахотной земли. Приход граничил с севера Ладожским озером и приходом села Назьи, с юга и востока — Лукинским приходом, с запада — Поречьским приходом. В 1883 году, судя по клировым ведомостям, приход имел около 5 тыс. прихожан. Храм посещало 600—2000 человек. В XIX веке приход храма содержал 4 школы.
На церковном кладбище были погребены, в частности, тайный советник и кавалер Иосиф Васильев Смирнов и генерал-майор артиллерии Алексей Иванов Богомолов.

### Советское время
Храм в Путилово закрыли 11 марта 1938 года, когда забрали последнего священника, 74-летнего Николая Орнатского. В 1940 году вышло официальное распоряжение о закрытии храма. Иконы были вынесены и сожжены в ближайшей пекарне, а здание было впоследствии разрушено.

### Восстановление
В 2011 году было принято решение полностью восстановить храм, и летом этого года на месте будущего храма был заложен первый камень.
Восстановлением храма занимается фонд «Возрождение Церкви Тихвинской Иконы Божией Матери». Председатель Попечительского совета фонда — министр транспорта РФ Максим Соколов.
В июле 2013 года по периметру храма был установлен тепловой контур для создания в старинном здании необходимого микроклимата.
В марте 2014 года при храме уже действовала церковь во имя Тихвинской иконы Божией Матери, воскресная школа и детский хор. Богослужения проводят клирики строящегося в Санкт-Петербурге собора Сошествия Святого Духа на апостолов. Приход собора помогает в организации воскресной школы и хора.
В июле 2014 года митрополит Санкт-Петербургский и Ладожский Варсонофий освятил колокола, кресты и купол для восстановленной колокольни храма. В декабре 2014 — январе 2015 года колокола и купол установлены на полностью восстановленную колокольню. 8 июля 2018 года, в день 300-летия церкви, восстановленный храм был освящён. Настоятелем храма является протоиерей Александр Ткаченко — директор Санкт-Петербургского Детского хосписа, настоятель строящегося собора Сошествия Святого Духа на апостолов.
| - Здание храма до начала восстановления - Освящение колокола звонницы храма, 2014 год - Вид на церковь и колокольню с дрона, 2021 год |

## Духовенство
- Настоятель храма — священник Соломатин Алексей[14]